# Гжимайло Юрій Дем’янович

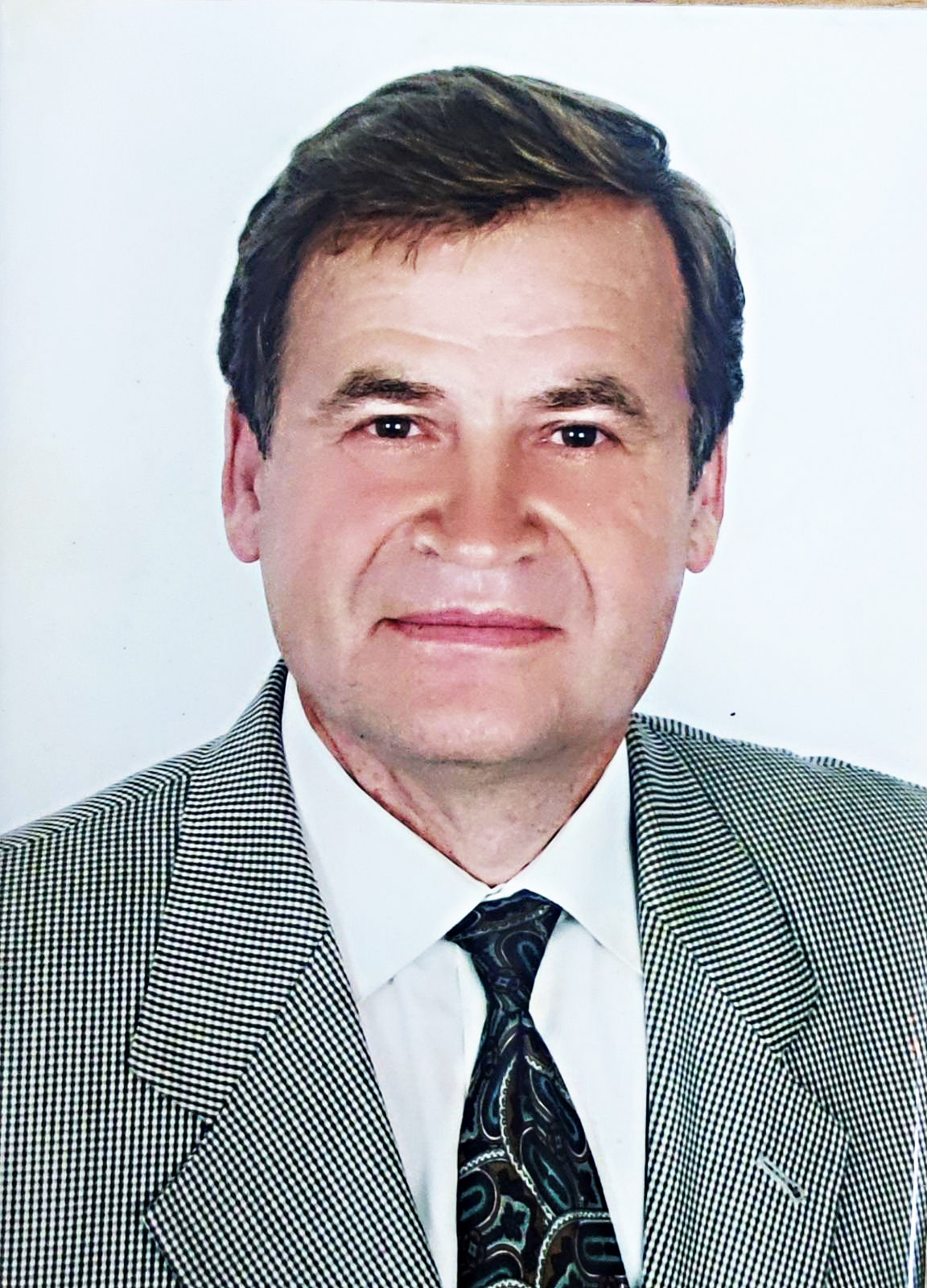
Гжимайло Юрій Дем'янович

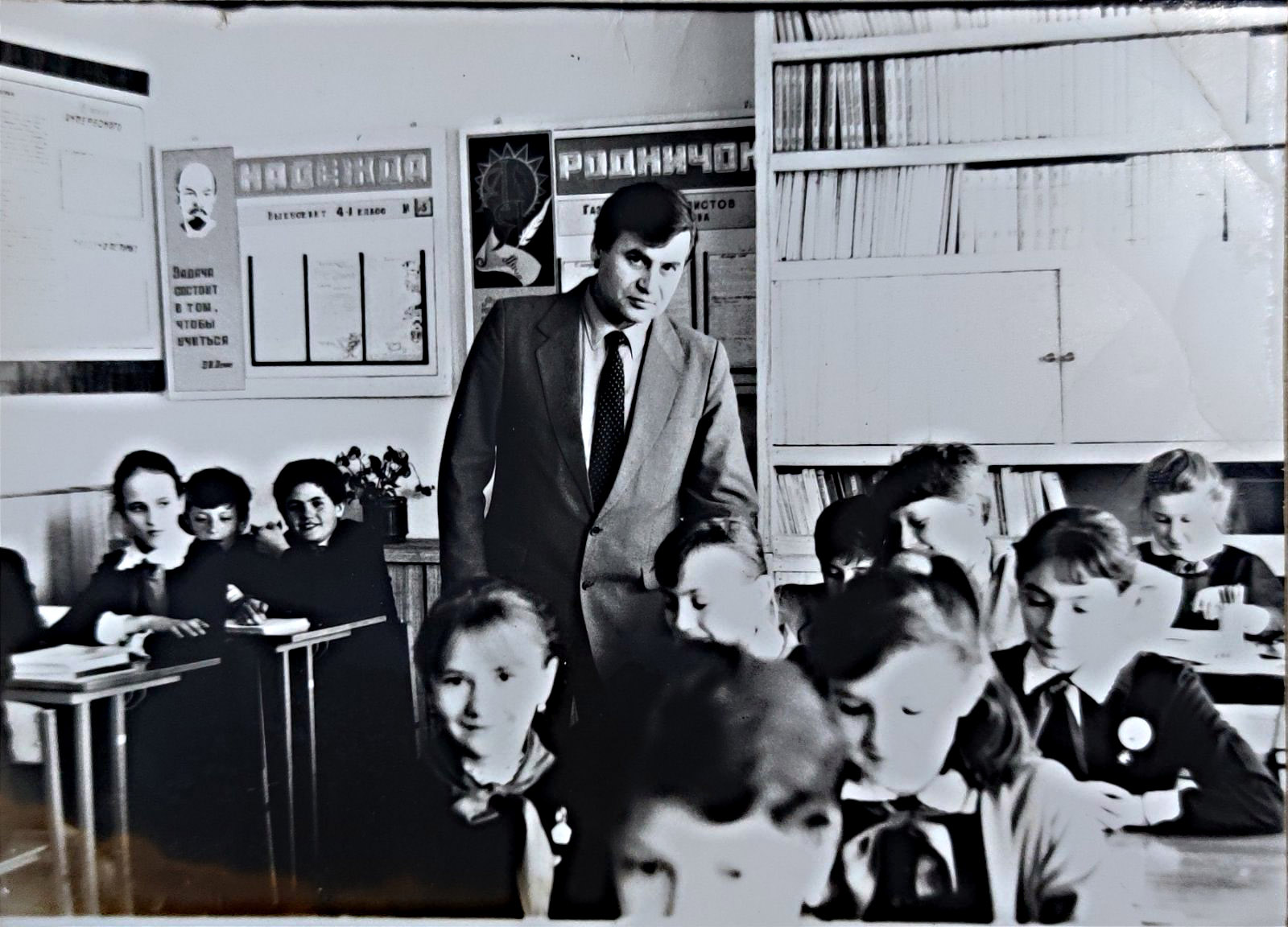
Історик-краєзнавець Юрій Дем'янович Гжимайло проводить урок історії в школі

Гжимайло Юрій Дем'янович — народився 01 червня 1948 року у селі Обухівка Келерівського району Кокчетавської області у Казахстані в родині репресованих — вчитель історії, краєзнавець, член Національної спілки краєзнавців України(НСКУ). 

## Біографія
Сталінська репресивна машина своєю кривавою п'ятою пройшлась по всій родині Юрія Гжимайла.
Старшу сестру матері Юрія, Ганну Козік , яка жила в  с. Велика Клітна, тоді Базалійського району, розкуркулили. В 1932 році з сім'єю вислали в Краснодарський край на станцію Яшкіно.
Матір та її з сім'єю решту сестер і братів з батьками 1936 року після жнив під конвоєм загнали у вагон-товарняк і відправили  зі станції Війтівці у північний Казахстан. На чужині їх чекали важкі випробування, жили в землянках, у холоді й голоді… 
Перед війною з Німеччиною батькового брата Леонарда Гжимайла, голову колгоспу з Пулинського району, що на Житомирщині 5 травня 1941 р. заарештували  і досі ніхто не знає за що, засудили на 10 років концтаборів.  Його батька Дем’яна Гжимайла у 16 років 20 квітня 1942 р. німці забрали у Німеччину. Працював на заводі в м. Цитау. Лише 9 травня 1945 року його звільнили американці. Щоб не потрапити з німецьких таборів до сталінських, він, одразу ж після війни, виїхав у Північний Казахстан , а саме у Кокчетавську область. Там зустрівся із матір'ю, де народився і Юрій Гжимайло – у краю великих снігів і тріскучих морозів. 
З 1955 по 1966 рр. навчався в Драгомирівській восьмирічній і Келлерівській середній школах.
В березні 1967 року батьки з сестрами повернулись в Україну на батьківщину матері в село Велика Клітна Красилівському району Хмельницької області. А Гжимайло Ю. через два роки після служби в армії в травні 1969 року вперше ступив на українську землю. В тому ж році вступив на заочну форму навчання до Кам’янець-Подільського педінституту на історичний факультет.
З 1969 по 1980рр. працював в Красилівському райкомі комсомолу та райкомі партії. З 1980 по 1988 рр.– зав. відділом культури Красилівської районної Ради народних депутатів.  
Перебуваючи на цих посадах обирався головою райкому профспілки працівників культури (1976 р.), заступником голови правління Красилівської районної організації товариства охорони пам’яток історії та культури (1986р.).
В 1988 році перейшов на постійну педагогічну роботу , де 32 роки викладав історію та правознавство у Красилівській ЗОШ І-ІІІ ст. №2. Деякий час був заступником директора школи по виховній роботі. За цей час створив у школі музей історії міста Красилів, який з 1993 року носить почесне звання "народний".
З 2020 року на пенсії. Живе у місті Красилів Хмельницької області.

## Краєзнавча діяльність
Юрій Дем'янович Гжимайло займався літописанням історії міста Красиліва, вивчав топоніміку містечок і сіл Красилівщини, збирав та досліджував національний фольклор, пам'ятки історії і культури Красилівщини, створив шкільний музей історії міста Красилова.
Гжимайло Ю. є дійсним членом Центру досліджень історії Поділля при Кам'янець-Подільському національному університеті ім. Івана Огієнка, член Національної спілки краєзнавців України, учасник  6 українських науково-краєзнавчих конференцій.
Протягом тридцяти років досліджує і популяризує історію Красилівщини. 
Олександр Байдич, член НСКУ, відзначає внесок Ю. Гжимайла: «Першим, хто системно почав висвітлювати різні сторінки історії району, хто видав книгу краєзнавчого характеру, хто сприяв зростанню зацікавленості мешканців Красилівщини минулим свого краю, підштовхнувши до дослідницької роботи багатьох педагогічних працівників навчальних закладів району, став Ю. Гжимайло. Він зумів вдало узагальнити краєзнавчі матеріали. Цьому сприяв гарний талант публіциста, який виявився у краєзнавця. Його творчий доробок — кілька книг, статті в науково-краєзнавчих збірках та багато публікацій у місцевій періодичній пресі.»

## Творча діяльність
Автор 7 книг, 2 брошур з краєзнавства понад 50 статей, що друкували у різних виданнях.
У 1992 р. видано краєзнавчий нарис «Місто над Случем» накладом у 5 тисяч.
Наступні дослідження:
- «Походження назв містечок і сіл Красилівщини» (1992),
- «З народних вуст» (1993),
- «Тривожать душу спогади» (2002),
- «Нащадки гетьманів» (2002),
- «Не хлібом єдиним…» (2004),
- «Історія промислових підприємств Красилова» (2006),
- «Місто над Случем» (2009),
- «Роде наш красний» (2014).

## Відзначення та нагороди
Гжимайло Ю. неодноразово нагороджувався цінними подарунками, відзначався почесними грамотами районної влади та тричі відзначався почесними грамотами Хмельницької обласної державної адміністрації у 2006, 2008, 2013 роках і  Подякою Голови Національної спілки краєзнавців України у 2011 році.
 Нагороджений двома пам'ятними знаками Українського товариства охорони пам'яток історії та культури в 1985, 1987 рр., знаком "Відмінник народної освіти УРСР" у 1991 році.
Вчитель - методист. Занесений до "Алеї педагогічної слави Красилівщини".

## Публікації
- Гжимайло Ю. Д. Антонінський цукровий завод / Ю. Д. Гжимайло // Красилівський вісник. — 1991. — 14 бер. — № 32. — С. 3.
- Гжимайло Ю. Д. Веретисько / Ю. Д. Гжимайло // Легенди Подільського краю. — Хмельницький, 2001. — С.47.
- Гжимайло Ю. Д. Від цукроварні — до великого підприємства / Ю. Д. Гжимайло // Місто Хмельницький в контексті історії України. Матеріали наукової конференції краєзнавств. — Хмельницький, Кам'янець-Подільський, 2006. — С. 351—355.
- Гжимайло Ю. Д. Вінок безсмертя визволителям Красилівщини / Ю. Д. Гжимайло // Красилівський вісник. — 2011. — 11 бер. — № 19. — С. 3.
- Гжимайло Ю. Д. Голодомор в Глібках / Ю. Д. Гжимайло // Красилівський вісник. — 1996. — 30 трав. — № 44. — С. 3.
- Гжимайло Ю. Д. Депортація 30-х рр. / Ю. Д. Гжимайло // Красилівський вісник. — 1995. — 25 січ. — № 6. — С. 3.
- Гжимайло Ю. Д. Депортація поляків з Красилівщини / Ю. Д. Гжимайло // Південно-Східна Волинь: наука, освіта, культура. — Хмельницький, Шепетівка, 1995. — С. 184—185.
- Гжимайло Ю. Д. Депортація поляків з Красилівщини / Ю. Д. Гжимайло // Поляки на Хмельниччині: погляд крізь віки. — Хмельницький, 1999. — С.З59-361.
- Гжимайло Ю. Д. Життя, подароване людям / Ю. Д. Гжимайло // Красилівський вісник. — 1995. — 09 груд. — № 97. — С. 3.
- Гжимайло Ю. Д. Життя, подароване людям / Ю. Д. Гжимайло // Матеріали 104 Подільської історико-краєзнавчої конференції. — Кам'янець-Подільський, 2000 р. — С. 471—476.
- Гжимайло Ю. Д. З глибини віків / Ю. Д. Гжимайло // Красилівський вісник. — 1994. — 08 бер. — № 19. — С. 3.
- Гжимайло Ю. Д. З народних вуст / Ю. Д. Гжимайло. — Хмельницький, 1993. — 85 с.
- Гжимайло Ю. Д. Замчисько / Ю. Д. Гжимайло // Красилівський вісник. — 1993. — 01 трав. — № 35. — С. 3.
- Гжимайло Ю. Д. Історія Антонівського цукрового заводу / Ю. Д. Гжимайло // Антонівський край в просторі і часі. В 2-х томах. — Т 1. — Житомир: В. Котвицький, 2008. — С. 259—265.
- Гжимайло Ю. Д. Історія промислових підприємств Красилова / Ю. Д. Гжимайло. — Хмельницький: Поділля, 2005. — 144 с.
- Гжимайло Ю. Д. Катеринина тополя / Ю. Д. Гжимайло // Легенди Подільського краю. — Хмельницький, 2001. — С.48.
- Гжимайло Ю. Д. Красилів — місто над Случем / Ю. Д. Гжимайло. — Тернопіль: Чарівниця, 2009. — 108 с.
- Гжимайло Ю. Д. Красилів у роки війни і повоєнний період / Ю. Д. Гжимайло // Красилівський вісник. — 1991. — 8 січ. — № 4. — С. 3.
- Гжимайло Ю. Д. Красилівська МТС / Ю. Д. Гжимайло // Красилівський вісник. — 1991. — 04 квіт. — № 41. — С. 3.
- Гжимайло Ю. Д. Красилівський цукровий завод / Ю. Д. Гжимайло // Красилівський вісник. — 1991. — 28 лют. — № 26. — С. 4.
- Гжимайло Ю. Д. Культура і побут / Ю. Д. Гжимайло // Красилівський вісник. — 1991. — 10 жовт. — № 120. — С. 3.
- Гжимайло Ю. Д. Кучерявий дуб / Ю. Д. Гжимайло // Красилівський вісник. — 1993. — 12 трав. — № 37. — С. 3.
- Гжимайло Ю. Д. Легенда про Лазаря / Ю. Д. Гжимайло // Легенди Подільського краю. — Хмельницький, 2001. — С.60-61.
- Гжимайло Ю. Д. Місто над Случем / Ю. Д. Гжимайло. — Красилів, 1992. — 98 с.
- Гжимайло Ю. Д. Мужній танкіст / Ю. Д. Гжимайло // Красилівський вісник. — 2012. — 10 трав. — № 31. — С. 3.
- Гжимайло Ю. Д. Народна освіта / Ю. Д. Гжимайло // Красилівський вісник. — 1991. — 03 вер. — № 104. — С. 3.
- Гжимайло Ю. Д. Нащадки гетьманів / Ю. Д. Гжимайло. — Хмельницький, 2002. — 60 с.
- Гжимайло Ю. Д. Не хлібом єдиним / Ю. Д. Гжимайло. — Хмельницький: Поділля, 2004. — 269 с.
- Гжимайло Ю. Д. Походження назв і сіл Красилівщини / Ю. Д. Гжимайло. — Красилів, 1992. — 22 с.
- Гжимайло Ю. Д. Походження назв містечок і сіл Красилівщини / Ю. Д. Гжимайло // Красилівський вісник. — 1991. — 11 бер. — № 21. — С. 3.
- Гжимайло Ю. Д. Походження назв містечок і сіл Красилівщини / Ю. Д. Гжимайло // Красилівський вісник. — 1992. — 23 трав. — № 41. — С. 3.
- Гжимайло Ю. Д. Прославив рідне місто / Ю. Д. Гжимайло // Красилівський вісник. — 2012. — 17 лют. — № 11. — С. 3.
- Гжимайло Ю. Д. Реабілітовані красилівчани / Ю. Д. Гжимайло // Реабілітовані історією. В 27-х томах. — Т 2. — Хмельницький, 2009. — С. 260—264.
- Гжимайло Ю. Д. Реабілітовані посмертно / Ю. Д. Гжимайло // Красилівський вісник. — 1996. — 24 лют. — № 17. — С. 3.
- Гжимайло Ю. Д. Роде наш красний / Ю. Д. Гжимайло. — Тернопіль: Терно-граф, 2014. — 199 с.
- Гжимайло Ю. Д. Розвиток медицини / Ю. Д. Гжимайло // Красилівський вісник. — 1991. — 20 лип. — № 85. — С. 3.
- Гжимайло Ю. Д. Славний шлях ветеранів / Ю. Д. Гжимайло // Красилівський вісник. — 1995. — 01 лют. — № 8. — С. 3.
- Гжимайло Ю. Д. Становлення заводу / Ю. Д. Гжимайло // Красилівський вісник. — 1991. — 27 квіт. — № 49. — С. 3.
- Гжимайло Ю. Д. Тривожать душу спогади / Ю. Д. Гжимайло // Красилівський вісник. — 1996. — 18 січ. — № 5. — С. 3.
- Гжимайло Ю. Д. Тривожать душу спогади / Ю. Д. Гжимайло. — Хмельницький, 2002. — 20 с.
- Гжимайло Ю. Д. Усі 1418 днів і ночей / Ю. Д. Гжимайло // Красилівський вісник. — 2011. — 06 трав. — № 28. — С. 3.

## Про автора
- Байдич О. Крізь плин віків / О. Байдич // Історія Красилівщини. — Хмельницький, 2003. — С. 4.
- Гжимайло Ю. Д. — подільський історик, краєзнавець, педагог / Л. Д. Кравчук // Література рідного краю. — Хмельницький, 2005. — С. 44-46.
- Григоренко В., Григоренко О. Політичне життя в Україні у першій половині 1990 року / В. Григоренко, О. Григоренко // Хмельницькі краєзнавчі студії. В. 44. — Хмельницький, 2024. — С. 225—256.
- Желудько Н. Історія промислових підприємств Красилова / Н. Желудько // Красилівський вісник. — 2007. –21 квіт. — № 14. — С. 3.
- Желудько Н. Роде наш красний / Н. Желудько // Красилівський вісник. — 2014. — 25 лип. — № 59-60. — С. 3.
- Заверуха М. Тієї козацької слави повік не забудем / Заверуха М. // Красилівський вісник. — 2002. –26 вер. — № 29. — С. 6.
- Заверуха С. І вчитель, і краєзнавець / С. Заверуха // ВСІМ. — 2006. — 04 жовт. — № 18(40). — С.9.
- Качуровська Л. Реабілітовані історією / Л. Качуровська // Красилівський вісник. — 1996. –12 вер. — № 29. — С. 6.
- Комарницька Л. Красилів — місто над Случем / Л. Комарницька // Красилівська комерційна. — 2010. — 10 бер. — № 5(30). — С. 8.
- Куфльовський В. Краєзнавець Гжимайло / В. Куфльовський // Хмельницькі краєзнавчі студії. В. 45. — Хмельницький, 2024. — С. 230—246.
- Кухар А. Спогади про Красилівський рух кінця 1980-х до 1994 рр. / А. Кухар // Хмельницькі краєзнавчі студії. В. 38. — Хмельницький, 2022. — С. 201—207.
- Лавренчук В. У творчому пошуку (про краєзнавчі книжки Ю. Гжимайла) / В.Лавренчук // Красилівський вісник. — 1994. — 22 січ. — № 3. — С. 2.
- На службі української науки і краєзнавства // Бібліографічний довідник членів Хмельницької обласної організації Національної спілки краєзнавців України. В. 1. — Хмельницький, 2023. — С. 59-60.
- Присяжнюк Б. Світ його одвічної любові / Б. Присяжнюк // Роде наш красний. — Тернопіль: Тернограф, 2014. — С. 3-4.
- Свердлюк О. Мій учитель / О. Свердлюк // Освіта України. — 2001. — № 94. — С. 28.
- Семенюк С. Довга дорога додому Юрія Гжимайла / С. Семенюк // Сімейна газета. — 2018. — 26 квіт. — № 11. — С. 3.
- Семенюк С. Збагачує історію краю / С. Семенюк // Подільські вісті. — 2018. — 18 вер. — № 41. — С. 3.
- Семенюк С. Юрій Гжимайло. Полотно долі / С. Семенюк // Красилівський замок. — 2018. — 23 трав. — № 05(53). — С. 4.
- Шахрай Л. Для нас і наступних поколінь / Л. Шахрай // Красилівський вісник. — 1994. — 8 січ. — № 1. — С. 2.
- Шахрай Л. Якого ми роду-племені / Л. Шахрай // Красилівський вісник. — 1992. — 23 груд. — № 38. — С. 3.